# Іоанніс Коккодіс
Іоанніс Коккодіс (8 січня 1981) — грецький плавець.
Учасник Олімпійських Ігор 2000, 2004, 2008 років.
Призер Чемпіонату Європи з водних видів спорту 2002 року.